# 池上洋通
池上 洋通（いけがみ ひろみち、1941年（昭和16年）- ）は、日本の地方自治研究者。地方自治と地域社会に関する各種の分野の事項に積極的に発言・主張、創作活動を行っており、雑誌編集などのジャーナリストとしても活動してきた。静岡県清水市（現静岡市）出身。

## 略歴・業績
フリーライターを経て、1974年～1992年、東京都日野市市役所職員。秘書課、企画課、社会福祉課、市民会館などに勤務、この間、市の基本構想策定、市民意識調査、社会福祉政策、文化政策などの立案・実施に直接携わる。また、市民として、文化運動、障がい者・難病患者運動に参加、政府の難病政策の転換（施設→在宅）に寄与した。この間に、市民・自治体職員・研究者で構成する全国組織・自治体問題研究所の一員となり、地方自治・各分野の地域運動などに関わる運動・政策論などの執筆活動を開始。1992年、日野市役所を退き、自治体問題研究所の常勤役員となり、同研究所事務局長、常務理事、月刊「住民と自治」編集長などを歴任（～2001年）。
　地方自治原論、地方自治体の制度論、社会福祉・医療・教育をはじめとする政策論、自治体労働組合運動論、地域・住民運動論などにわたる積極的な主張を展開し、日本の地方自治、特に市町村（基礎自治体）がはらむ問題点を明らかにしてその打開を目指す研究活動を行っている。
　いわゆる「平成の大合併」にあたっては、地方自治の本来の目的を破壊する政策であるという立場から、テレビ・新聞等において「市町村合併反対」の論陣を張り、全国各地の自治体等に招かれ、その主張を繰り広げてきた。また、同時期に、千葉大学（教育学部・社会教育概論）、自治医科大学（看護学部・地域ボランティア論）、法政大学（社会学部・自治体政策法務）その他で講師に招かれている。

## 現在
2006年12月、自治体問題研究所主任研究員、東京多摩自治体問題研究所理事長、日野・市民自治研究所副理事長、栃木県立衛生福祉大学校（保健学部）講師。日本社会医学会、日本社会学会、日本社会教育学会、日本文化経済学会、日本ジャーナリスト会議、各会員。日本青年団協議会助言者。その他、多くの研究組織、文化・社会活動組織に参加している。

## 著書

### 単著
- 市町村合併これだけの疑問（2001年刊、自治体研究社）
- 地域活動事始め（1999年刊、自治体研究社）
- 人間の顔をしたまちをどうつくるか（1998年刊、自治体研究社）
- 自己実現の時代の地域運動（1987年刊、自治体研究社）
- 燃えさかれいのちの火-未来型地域医療を創る日野市の難病運動（1981年刊、自治体研究社）

このほか、地方自治論、地方自治制度論、自治体政策論、教育論、社会医学・福祉論、地域文化論、その他の雑誌論文と、エッセイ、ルポルタージュ、戯曲、短歌文集などの発表作品がある。

### 共編著
- 市民立学校をつくる教育ガバナンス（2005年刊、大月書店）
- 無防備地域宣言で憲法9条のまちをつくる（2005年刊、自治体研究社）

### 共著
- 世界史から見た関東大震災（2004年刊、日本経済評論社）
- 「構造改革」と自治体再編（2003年刊、自治体研究社）
- 21世紀をひらく市民自治（2003年刊、自治体研究社）
- 学校選択の自由化をどう考えるか（2000年刊、大月書店）
- 教育、地方分権でどうなる（1999年刊、国土社）
- 非核自治体-抗議・連帯・学習（1990年刊、平和文化）
- 健康教育と組織（1989年刊、医学書院）
- 図書館があぶない（1988年刊、教育史料出版会）
- 共同と人間発達の地域づくり（1985年刊、自治体研究社）
- 地域づくり運動新時代（1984年刊、自治体研究社）
- 蘇る草の根運動（1982年刊、旬報社）
- 難病患者の自立を求めて（1981年刊、大阪府難病患者団体協議会）
- 地域の復権（1977年刊、学陽書房）